# Ocean Odyssey
Ocean Odyssey – samobieżna, półzanurzalna platforma wiertnicza, która została przebudowana na platformę startową dla pojazdów kosmicznych. Aktualnie jest używana przez konsorcjum Sea Launch do wystrzeliwania obiektów z rejonu równikowego Pacyfiku. Działa razem z Sea Launch Commander – statkiem montażowym i kontrolnym. Jej macierzystym portem jest Long Beach w USA.
W obecnej postaci Ocean Odyssey ma 133 metry długości i 67 szerokości, 27 000 ton wyporności w stanie pustym i 45 900 ton w stanie zanurzonym. Może zakwaterować 68 osób załogi i obsługi startu. Obszerne, klimatyzowane hangary przechowują rakiety podczas rejsu. W nich też odbywa się podnoszenie, tankowanie i odpalanie.

## Historia
Platforma została zbudowana w 1982 r. przez Sumitomo Heavy Industries dla przedsiębiorstwa Ocean Drilling and Exploration Company (ODECO). Pierwsze odwierty wykonała 64 km na południe od Yakutat na Alasce dla firmy ARCO Alaska. Na początku lat osiemdziesiątych, podczas dużego popytu na ropę, platforma kosztowała ok. 110 mln USD.
Podczas budowy Ocean Odyssey został ochrzczony jako Ocean Ranger II, jednakże nazwę zmieniono po tym, jak Ocean Ranger wywrócił się u wybrzeży Nowej Fundlandii podczas sztormu 15 lutego 1982 r.
Od towarzystawa klasyfikacyjnego American Bureau of Shipping platforma otrzymała oznaczenie +A1 +AMS i przeznaczona została do nieograniczonego użytku na światowych wodach. Dwukadłubowa konstrukcja posiadała napęd o mocy 12 450 KM (9280 kW) i naraz była w stanie wytrzymać 34-metrowe fale, wiatr o prędkości 190 km/h i 3-węzłowe prądy (5,6 km/h). Wieża wiertnicza była obudowana i posiadała ogrzewaną podłogę, co pozwalało na wykonywanie pracy nawet przy -35 °C. Pozostałe rozwiązania na ekstremalne warunki eksploatacji to m.in. wzmacniane przed naporem lodu kolumny oraz odpowiednio obudowany dźwig zabezpieczony podczas pracy przed pływającym lodem.
22 września 1988 r. podczas wykonywania odwiertów na Morzu Północnym nastąpił wybuch. Podstawową przyczyną była awaria sprzętu przy odwiercie, co spowodowało pojawienie się ognia. Zginął operator radia po tym, jak jego przełożony skierował go z łodzi ratunkowej na stanowisko w radiostacji i nie odwołał rozkazu podczas ewakuacji.
Przez kolejne lata Ocean Odyssey rdzewiała w dokach. Zauważona przez Boeinga, została zakupiona przez Kværner Rosenberg ze Stavanger w Norwegii i włączona do konsorcjum Sea Launch. Remont trwał od 1995 do 1997, a jego efektem były przedłużony pokład oraz dodatkowy napęd. Z górnego pokładu usunięte zostały urządzenia wiertnicze, a ich miejsce zajęła przestrzeń startowa oraz hangar. W maju 1997 platforma przybyła do stoczni Kværner Vyborg i otrzymała sprzęt potrzebny do przeprowadzania startów rakiet.

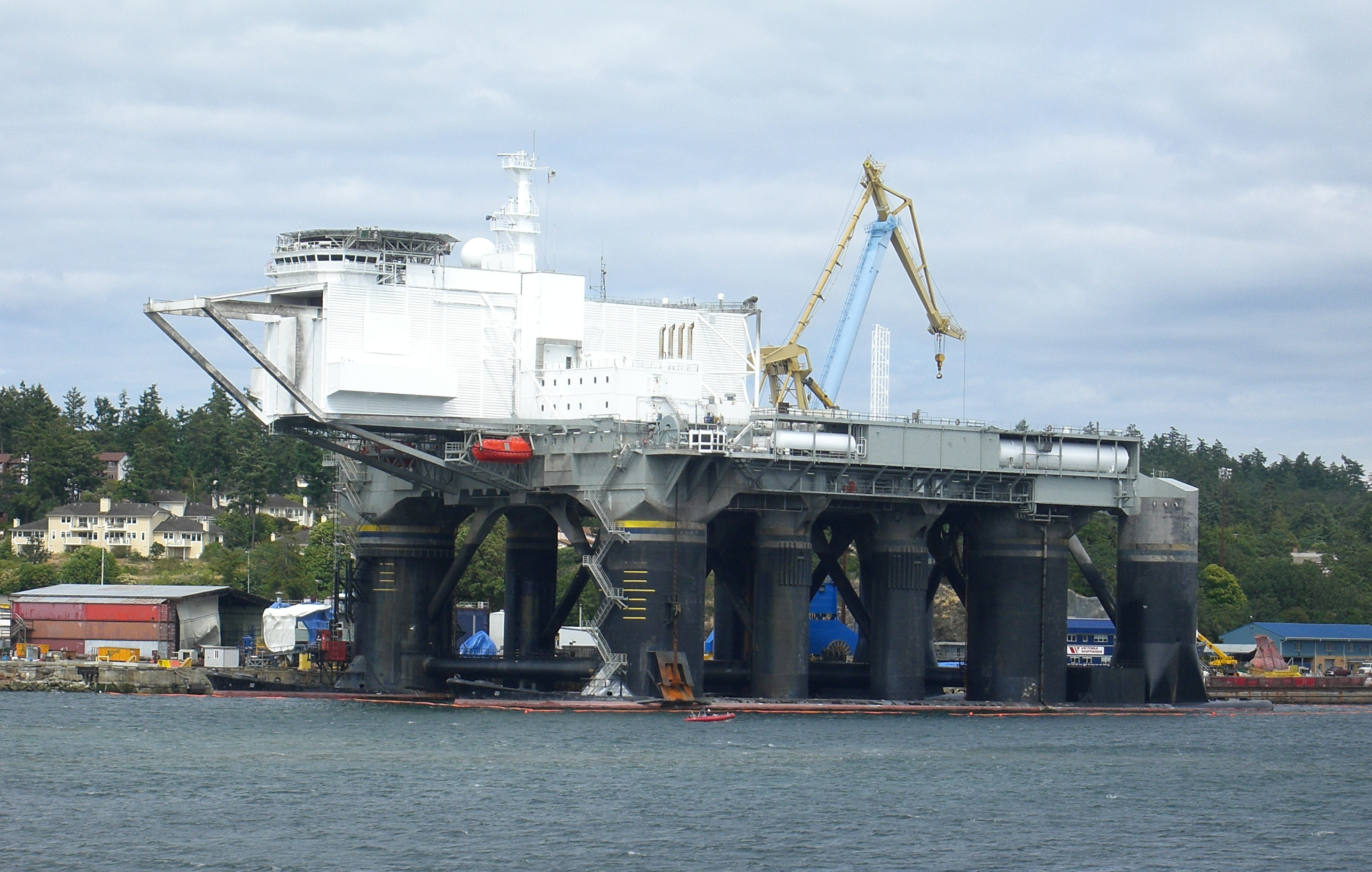
Ocean Odyssey podczas remontu po eksplozji, Esquimalt w Kanadzie.

## Wybuch podczas startu
30 stycznia 2007 r. rakieta Zenit-3SL niosąca satelitę NSS-8 wybuchła podczas startu na pokładzie Ocean Odyssey; w wypadku nikt nie zginął. 3 lutego 2007 r. w Internecie pojawiły się zdjęcia zniszczonej platformy. Uszkodzenia były powierzchowne, jednak deflektory pod pokładem odczepiły się i spadły do morza.
Ocean Odyssey wróciła do pracy wraz z pomyślnym wyniesieniem satelity Thuraya-3 15 stycznia 2008 r.

## Odniesienia w kulturze
- Platforma pojawiła się w powieści Czarny wiatr z 2004 r. autorstwa Clive’a Cusslera.